# Famenne Ardenne Classic
La Famenne Ardenne Classic è una corsa in linea di ciclismo su strada maschile che ha luogo nella zona di Marche-en-Famenne, in Belgio, ogni anno nel mese di ottobre. Fa parte del circuito UCI Europe Tour come gara di classe 1.1.

## Albo d'oro
Aggiornato all'edizione 2023.
| Anno | Vincitore                             | Secondo                               | Terzo                                 |
| ---- | ------------------------------------- | ------------------------------------- | ------------------------------------- |
| 2017 | Moreno Hofland                        | Emiel Vermeulen                       | Maxime Vantomme                       |
| 2018 | Guillaume Boivin                      | Quentin Pacher                        | Danny van Poppel                      |
| 2019 | Dimitri Claeys                        | Baptiste Planckaert                   | Timo Roosen                           |
| 2020 | annullata per la Pandemia di COVID-19 | annullata per la Pandemia di COVID-19 | annullata per la Pandemia di COVID-19 |
| 2021 | annullata per la Pandemia di COVID-19 | annullata per la Pandemia di COVID-19 | annullata per la Pandemia di COVID-19 |
| 2022 | Axel Zingle                           | Amaury Capiot                         | Oliver Naesen                         |
| 2023 | Arnaud De Lie                         | Kaden Groves                          | Florian Sénéchal                      |
| 2024 | Arnaud De Lie                         | Axel Zingle                           | Maxim Van Gils                        |
| 2025 | Max Kanter                            | Cees Bol                              | Arne Marit                            |